# Club Car Company
Club Car Company bzw. Club Car Company of America war ein US-amerikanischer Hersteller von Automobilen.

## Unternehmensgeschichte
Das Unternehmen existierte von 1910 bis 1911. Der Sitz war in New York City. Die Produktion von Automobilen fand bei Merchant & Evans in Philadelphia statt. Der Markenname lautete Club Car. Ungewöhnlich war, dass nur Mitglieder des Clubs die Fahrzeuge erwerben konnten. Nur wenige Fahrzeuge entstanden.

## Fahrzeuge
Die Vierzylindermotoren mit 40 PS Leistung stammten von American & British Manufacturing aus Bridgeport in Connecticut. Das Fahrgestell hatte 318 cm Radstand. Biddle & Smart aus Amesbury lieferte die Karosserien. Verschiedene Aufbauten standen zur Wahl. Das Model A-A war ein Tourenwagen, das Model A-D ein Landaulet, das Model A-E eine Limousine, das Model B-B ein Torpedo und das Model B-C ein Runabout.

## Modellübersicht
| Jahr      | Modell    | Zylinder | Leistung (PS) | Radstand (cm) | Aufbau      |
| --------- | --------- | -------- | ------------- | ------------- | ----------- |
| 1910–1911 | Model A-A | 4        | 40            | 318           | Tourenwagen |
| 1910–1911 | Model A-D | 4        | 40            | 318           | Landaulet   |
| 1910–1911 | Model A-E | 4        | 40            | 318           | Limousine   |
| 1910–1911 | Model B-B | 4        | 40            | 318           | Torpedo     |
| 1910–1911 | Model B-C | 4        | 40            | 318           | Runabout    |